# Юаньцзян (місто)
Юаньцзян (кит. спр. 沅江市, піньїнь: Yuánjiāng Shì) — місто-повіт у південнокитайській провінції Хунань, складова міста Їян.

## Географія
Юаньцзян лежить на озері Дунтін у північній частині провінції.

### Клімат
Місто знаходиться у зоні, котра характеризується вологим субтропічним кліматом. Найтепліший місяць — липень із середньою температурою 29.4 °C (85 °F). Найхолодніший місяць — січень, із середньою температурою 5 °С (41 °F).
| Клімат Юаньцзяна        | Клімат Юаньцзяна | Клімат Юаньцзяна | Клімат Юаньцзяна | Клімат Юаньцзяна | Клімат Юаньцзяна | Клімат Юаньцзяна | Клімат Юаньцзяна | Клімат Юаньцзяна | Клімат Юаньцзяна | Клімат Юаньцзяна | Клімат Юаньцзяна | Клімат Юаньцзяна | Клімат Юаньцзяна |
| Показник                | Січ.             | Лют.             | Бер.             | Квіт.            | Трав.            | Черв.            | Лип.             | Серп.            | Вер.             | Жовт.            | Лист.            | Груд.            | Рік              |
| Абсолютний максимум, °C | 17               | 22               | 27               | 27               | 32               | 33               | 37               | 37               | 33               | 31               | 27               | 17               | 37               |
| Середній максимум, °C   | 8                | 12               | 13               | 18               | 23               | 30               | 32               | 31               | 27               | 22               | 15               | 9                | 20               |
| Середня температура, °C | 4                | 8                | 10               | 15               | 20               | 26               | 29               | 28               | 24               | 18               | 12               | 6                | 17               |
| Середній мінімум, °C    | 1                | 4                | 8                | 13               | 18               | 23               | 26               | 25               | 21               | 15               | 10               | 4                | 14               |
| Абсолютний мінімум, °C  | −7               | 0                | 0                | 5                | 7                | 17               | 20               | 20               | 13               | 5                | 1                | −2               | −7               |
| Вологість повітря, %    | 76               | 79               | 87               | 84               | 81               | 78               | 78               | 77               | 78               | 77               | 82               | 79               | 80               |
| ----------------------- | ---------------- | ---------------- | ---------------- | ---------------- | ---------------- | ---------------- | ---------------- | ---------------- | ---------------- | ---------------- | ---------------- | ---------------- | ---------------- |
| Джерело: Weatherbase    |                  |                  |                  |                  |                  |                  |                  |                  |                  |                  |                  |                  |                  |